# Kristoffer Pahr
Kristoffer Pahr var en tysk-svensk byggnadsmästare. Han var son till Jakob Pahr och bror till byggmästarna Franciscus, Dominicus och Johan Baptista Pahr.
1573 vände sig hertig Karl till Dominicus Pahr, med en önskan att denne skulle leda ombyggnationerna vid Örebro slott. Denne kunde inte åta sig arbetet, och rekommenderade då brodern Kristoffer, som då ännu var verksam i Mecklenburg. Kristoffer ankom till Sverige samma år, men anställdes då inte vid Örebro slott utan Nyköpings slott, där han stannade under ett antal år. Han var därefter verksam vid Eskilstuna hus.